# WAR (formato di file)

## Descrizione
In informatica il file con estensione .war, acronimo di Web application ARchive, è un archivio usato in Java per raggruppare diversi tipi di file: JavaServer Pages, servlet, classi Java, XML ecc. che insieme danno vita ad un'applicazione web o progetto web in Java. Viene usato dai programmatori Java proprio per distribuire tutto l'applicativo software sviluppato.

### Vantaggi
In quanto file archivio, si tratta di un insieme di file raggruppati in una o più cartelle all'interno di una cartella superiore e compressa in formato zip, necessitando dunque della sua decompressione per l'apertura.
Nello specifico i file contenuti all'interno dell'archivio possono essere: *.java, *.class, *.ejb, *.jsp, *.js, *.html, *.css, *.xml, *.xsl, *.sql, *.gif, *.png, *.xtp.